# Caseara
Caseara este un oraș în Tocantins (TO), Brazilia.